# Класификација опасних материја
Класификација опасних материја се врши према следећој подели у девет класа

## Класа 1. Експлозивне супстанце
|  | Експлозивне супстанце и предмети користе се за извођење експлозија и пиротехничких ефеката деле се на разреде |

- 1.1. Материје и предмети којима је иманентна опасност од акумулиране (концентрисане, масене) експлозије (акумулирана експлозија је она експлозија која доводи до тога да практично целокупно пуњење тренутно реагује). Примери: ТНТ, барут, нитроглицерин, ANFO (смеша амонијум нитрата и дизел горива, понекад керозина). Овај експлозив је најзаступљенији у рударству (угаљ, метали) и у грађевинарству.
- 1.2. Материје и предмети којима је иманентна опасност од расејавања шрапнела али не и опасност од акумулиране експлозије. Пример: бомбе, гранате, противградни пројектили.
- 1.3. Материје и предмети којима је иманентна опасност од ватре (пожара), мањих детонација, расејавања шрапнела или од обе ове последње опасности заједно али не и опасност од акумулиране експлозије. Које приликом сагоревања ослобађају значајну енергију путем зрачења или које прогресивно сагоревају производећи мање детонације, мања расејавања шрапнела или оба ова ефекта заједно. Пример: ракетно гориво, средства ватромета.
- 1.4. Материје и предмети који представљају само мањи ризик од експлозије у случају упаљења или иницијације (активирања) током превоза. Ефекти су у великој мери ограничени на пакете тако да се не очекује избацивање фрагмената знатније величине или опсега. Спољашњи пожар не сме довести до тога да практично целокупни садржај пакета тренутно експлодира. Примеп: петарде, маневарски метак.
- 1.5. Материје којима је иманентна опасност од акумулиране експлозије али које су у тој мери неосетљиве да је вероватноћа њиховог активирања или прелаза са нормалног на детонативно сагоревање у условима нормалног превоза заиста врло мала. Минимални захтев за ове материје је да не смеју да експлодирају приликом испитивања у условима окружења захваћеног пожаром. Пример: експлозив
- 1.6. Изразито неосетљиви предмети којима није иманентна опасност од акумулиране експлозије. Предмети садрже искључиво изразито неосетљиве детонативне материје код којих је могућност акциденталног активирања или простирања сведена на минимум

## Класа 2. Гасови под притиском, у течном стању или растворени под притиском
Гасови се не разврставају у амбалажне групе као већина материја већ постоји подела на разреде. То је због тога што различити гасови имају опасне карактеристике али ипак припадају истој генеричној породици. Аеросоли се такође сврставају у класу 2.
| Разред 2.1. Запаљиви гасови. Гасови који се пале у контакту са извором паљења. Пример: гасови за заваривање (ацетилен, водоник), течни пропан-бутан гас, метан, етилен-оксид и предмети као што су упаљачи за једнократну употребу |
| Разред 2.2. Незапаљиви гасови. Гасови који нису ни запаљиви ни токсични. Главна опасност код ових материја је притисак под којим се оне чувају у својим контејнерима. У случају губитка вентила, типична боца понашала би се као челични торпедо. Пример: компримовани ваздух, кисеоник, азот, угљен-диоксид, аргон, хелијум, медицински гас (смеша кисеоника и азот(I)-оксида у односу 1:1). |
| Разред 2.3. Отровни гасови. То су гасови чијом инхалацијом могу настати смрт или тешка оштећења. Типични представници су: хлор, сумпор-диоксид, сумпор-водоник, амонијак и читав низ пестицида. |

## Класа 3. Запаљиве течности
|  | Овој групи припадају течности са тачком кључања од 35°C или нижом и тачком паљења (пламиште) од 60.5°C или нижом. Запаљиве течности класе 3 су најуобичајеније материје које се превозе. Оне покривају широк опсег материја као што су неки растопи чврстих материја неки течни експлозиви учињени неосетљивим, и све течности температуре паљења ≤100°C (бензин, дизел, растварачи, боје, разређивачи, алкохоли итд.). Запаљиве течности су подељене у амбалажне групе. |

| Амбалажна група I   | Високо запаљиве течности са тачком кључања испод 35°                                | Пример: диетил етар, угљен дисулфид  |
| Амбалажна група II  | Запаљиве течности са температуром паљења мањом од 23°C и са тачком кључања изнад 35° | Пример: бензин, ацетон, метанол      |
| Амбалажна група III | Течности са тачком паљења изнад 23°C али не преко 61°C и тачком кључања већом од 35°  | Пример: керозин, минерални терпентин |

## Класа 4. Запаљиве чврсте материје
| Разред 4.1. | Запаљиве чврсте материје које се лако пале и лако сагоревају                | Пример: сумпор, хексамин, камфор, нафтален, дрвени угаљ                    |
| Разред 4.2. | Супстанце подложне спонтаном паљењу                                         | Пример: бели фосфор, алкили алуминијума, влажна вуна, текстилни отпаци     |
| Разред 4.3. | Материје које емитују запаљив гас када су влажне или бурно реагују са водом | Пример: алуминијум, магнезијум, цинк, литијум, натријум, калцијум, калијум |

## Класа 5. Оксидирајуће супстанце
| Разред 5.1. | Оксидирајући агенси различити од органских пероксида | Пример: водоник пероксид, нитрати, хромати, хлорати, бромати |
| Разред 5.2. | Органски пероксиди                                   | Пример: бензоил пероксид, куменхидропероксид                 |

## Класа 6. Отровне (токсичне) и инфективне супстанце
| Разред 6.1. а | Отровне супстанце које су способне да узрокују смрт или озбиљно оштећење здравља људи | Пример: цијаниди, једињења олова   |
| Разред 6.1. б | Токсичне супстанце које су штетне по здравље људи                                     | Пример: пестициди мале токсичности |
| Разред 6.2.   | Инфективне супстанце (биохазардни материјал који може узроковати болести)             | Пример: вакцине, патолошки узорци  |

## Класа 7. Радиоактивне супстанце
| Категорија         | Ниво радиоактивности не прелази 0,005 на сваком делу спољне површине терета (транспортни индекс 0)                |
| Категорија         | Ниво радиоактивности је већи од 0,005 али не већи од 0,5 (транспортни индекс већи од 0, не већи од 1)             |
| Категорија         | Ниво радиоактивности је већи од 0,5 али не већи од 2 (транспортни индекс већи од 1, не већи од 10)                |
| Транспортни индекс | Максимални радијациони ниво у микросивертима по часу на растојању од 1m од спољашње површине терета подељен са 10 |

## Класа 8. Корозивне супстанце
|  | Материје које имају способност да контактом разоре кожу и мембране или у случају просипања да разоре друга добра и транспортну јединицу |

## Класа 9. Мешовите опасне супстанце
|  | Материје које не припадају наведеним класама али ипак представљају опасност. Пример: азбест |